# Michele Novaro
Michele Novaro (ur. 23 grudnia 1818 w Genui, zm. 21 października 1885 tamże) – włoski muzyk, autor pieśni. Skomponował muzykę do włoskiej pieśni patriotycznej Fratelli d’Italia, potocznie zwanej „Inno di Mameli”. Nieoficjalnie funkcjonowała ona jako hymn włoski od 1946 a zatwierdzono ją oficjalnie w 2005.